# Krvavci
Krvavci (en serbe cyrillique : Крвавци) est un village de Serbie situé sur le territoire de la Ville d'Užice, district de Zlatibor. Au recensement de 2011, il comptait 242 habitants.

## Démographie
| 1948 | 1953 | 1961 | 1971 | 1981 | 1991 | 2002 | 2011 |
| ---- | ---- | ---- | ---- | ---- | ---- | ---- | ---- |
| 333  | 356  | 359  | 344  | 320  | 329  | 311  | 242  |

|  |